# كورتني سيمون
كورتني سيمون (بالإنجليزية: Courtney Simon)‏ هي كاتبة سيناريو أمريكية، ولدت في 23 يونيو 1946.

## وصلات خارجية
- كورتني سيمون على موقع IMDb (الإنجليزية)
- كورتني سيمون على موقع قاعدة بيانات الفيلم (الإنجليزية)